# اندی انگمان
اندی انگمان (فنلاندی: Andy Engman؛ ۲۱ نوامبر ۱۹۱۱ – ۱۶ ژوئیهٔ ۲۰۰۴) پویانما اهل فنلاند بود.
از فیلم‌ها یا مجموعه‌های تلویزیونی که وی در آن‌ها نقش داشته‌است، می‌توان به سلام برادران، چهره پیشوا، سفیدبرفی و هفت کوتوله، پینوکیو، فانتازیا و هنر دفاع شخصی اشاره نمود.